# Jelena Sokołowa (łyżwiarka figurowa)
Jelena Siergiejewna Sokołowa, ros. Елена Сергеевна Соколова (ur. 15 lutego 1980 w Moskwie) – rosyjska łyżwiarka figurowa, startująca w konkurencji solistek. Dwukrotna uczestniczka igrzysk olimpijskich (1998, 2006), wicemistrzyni świata (2003), dwukrotna wicemistrzyni (2003, 2006) i brązowa medalistka mistrzostw Europy, zwyciężczyni zawodów z cyklu Grand Prix oraz trzykrotna mistrzyni Rosji (2003, 2004, 2006). Zakończyła karierę sportową w 2007 roku.

## Osiągnięcia
| Zawody                                | 95–96          | 96–97          | 97–98          | 98–99          | 99–00          | 00–01          | 01–02          | 02–03          | 03–04          | 04–05          | 05–06          | 06–07          |                |                |                |                |                |
| Międzynarodowe                        | Międzynarodowe | Międzynarodowe | Międzynarodowe | Międzynarodowe | Międzynarodowe | Międzynarodowe | Międzynarodowe | Międzynarodowe | Międzynarodowe | Międzynarodowe | Międzynarodowe | Międzynarodowe | Międzynarodowe | Międzynarodowe | Międzynarodowe | Międzynarodowe | Międzynarodowe |
| ------------------------------------- | -------------- | -------------- | -------------- | -------------- | -------------- | -------------- | -------------- | -------------- | -------------- | -------------- | -------------- | -------------- | -------------- | -------------- | -------------- | -------------- | -------------- |
| Zimowe igrzyska olimpijskie           |                |                | 7              |                |                |                |                |                |                |                | 14             |                |                |                |                |                |                |
| Mistrzostwa świata                    |                |                | 8              |                |                |                |                | 2              | 10             | 7              | 4              | 13             |                |                |                |                |                |
| Mistrzostwa Europy                    |                |                |                |                |                |                |                | 2              | 3              | 5              | 2              | 7              |                |                |                |                |                |
| GP Finał Grand Prix                   |                |                | 5              | 4              |                | 6              |                |                |                |                | 5              |                |                |                |                |                |                |
| GP Sparkassen Cup on Ice              |                |                |                | 1              |                |                |                |                |                |                |                |                |                |                |                |                |                |
| GP Cup of China                       |                |                |                |                |                | 7              |                |                |                |                |                | 7              |                |                |                |                |                |
| GP NHK Trophy                         |                |                |                |                |                |                |                | 6              |                | 3              |                |                |                |                |                |                |                |
| GP Cup of Russia                      |                | 4              | 2              | 1              | 3              | 2              | 4              |                |                | 4              |                | 4              |                |                |                |                |                |
| GP Skate America                      |                | 6              | 3              | 2              | 3              | 3              | 10             |                |                |                | 1              |                |                |                |                |                |                |
| GP Skate Canada International         |                |                |                |                |                |                |                |                | 9              |                |                |                |                |                |                |                |                |
| GP Trophée Éric Bompard               |                |                |                |                |                |                |                |                |                |                | 6              |                |                |                |                |                |                |
| Finlandia Trophy                      |                |                |                | 1              | 1              | 1              |                |                |                | 4              |                |                |                |                |                |                |                |
| Nebelhorn Trophy                      |                |                |                |                |                |                |                |                |                |                | 1              |                |                |                |                |                |                |
| Zimowa uniwersajda                    |                |                |                | 1              |                |                |                |                |                |                |                |                |                |                |                |                |                |
| Międzynarodowe: Kategorie młodzieżowe |                |                |                |                |                |                |                |                |                |                |                |                |                |                |                |                |                |
| Mistrzostwa świata juniorów           |                | 2              |                |                |                |                |                |                |                |                |                |                |                |                |                |                |                |
| Krajowe                               |                |                |                |                |                |                |                |                |                |                |                |                |                |                |                |                |                |
| Mistrzostwa Rosji                     | 6              | 5              | 3              | 5              | 6              | 4              | 4              | 1              | 1              | 2              | 1              | 3              |                |                |                |                |                |